# Diszkrét geometria

Körök halmaza és a hozzájuk tartozó egységkörgráf

A diszkrét geometria metrikus és kombinatorikus szempontból vizsgálja különböző geometriai objektumok tulajdonságait és konstrukcióját. A legtöbb diszkrét geometriai kérdés elemi objektumok véges, vagy diszkrét halmazával foglalkozik, így pontokkal, körökkel, egyenesekkel, síkokkal, gömbökkel, sokszögekkel, és így tovább. A vizsgálat tárgya lehet például az, hogy hogy metszik egymást, vagy miképp lehet őket elrendezni úgy, hogy minél nagyobb területet fedjenek le.
A diszkrét geometria a matematika nemcsak relatíve új ága, de problémái is szerteágazóak; ezért sem magának, sem alágainak nincs teljesen szilárd felosztása és besorolása, módszertanilag is sokrétű, inkább a feladatok megfogalmazása, mintsem a megoldásuk során alkalmazott eljárások diszkrétek, mely utóbbiak elvezethetnek akár a dimenzióelméleti, akár analitikus vagy topológiai (mindkét esetben: folytonos) matematika területére, de nem ritkán a számelmélethez, kombinatorikához (mint pl. a gráfelmélet) vagy akár a lineáris algebra, ill. a nemeuklideszi geometriák világába is.
A diszkrét geometriának sok átfedése van a konvex geometriával és a komputergeometriával, és közeli kapcsolatban áll a véges geometriával, a kombinatorikus optimalizációval, a rácselmélettel, a diszkrét differenciálgeometriával, a geometrikus gráfelmélettel, a kombinatorikus topológiával és a tórikus geometriával (ami nem a tórusz geometriáját jelenti). A kombinatorikus geometria a diszkrét geometria alágának tekinthető, amikor nem metrikus, hanem számossági problémákon van a hangsúly.
Habár a poliédereket és tesszellációkat már régóta tanulmányozzák, pl. Kepler és Cauchy, a modern diszkrét geometria kezdetei a 19. század végére tehetők. Az első témák: a minél sűrűbb körpakolás (Thue), projektív konfigurációk (Reye és Steinitz), a számok geometriája (Minkowski), és térképszínezések (Tait, Heawood és Hadwiger).

## Híres témák
- Poliéderek és politópok

- Poliéderes kombinatorika
- Rácspolitópok
- Erhart-polinomok
- Pick-tétel
- Hirsch-sejtés

- Fedések, parkettázások és elhelyezések

- Körelhelyezések
- Gömbelhelyezések
- Kepler-sejtés
- Kvázikristályok
- Nem periodikus csempézés
- Periodikus gráfok

- Merevség és hajlékonyság

- Csuklós sokszögek
- Cauchy tétele

- Illeszkedési struktúrák

- Konfigurációk
- Egyenesek és hipersíkok elrendezései

- Irányított matroidok
- Geometrikus gráfelmélet

- Gráfok beágyazása
- Poliédergráfok
- Voronoj-diagramok és Delaunay-felosztások

- Szimpliciális komplexusok
- Topologikus kombinatorika

- Sperner-lemma
- Zárt felületek szimmetrikus felosztása

- Rácsok és diszkrét csoportok

- Tükrözéssel generált csoportok
- Háromszögcsoportok

- Digitális geometria
- Diszkrét differenciálgeometria
- Geometrikus halmazfelosztás és transzverzálisok